# シアトル酋長
シアトル酋長（シアトルしゅうちょう、c. 1786年 - 1866年6月7日）は、スクワミシュ族ともデゥアミシュ族の酋長。種族の中で主な人物で白人入植者の要求を認める道を通った。代表として「ドク」メイナードという入植者の関係になった。ワシントン州にあるシアトル市は彼の名前にちなむ。
「シアトル」という名前はルシュットシード言語では「siʔaɬ」と書かれた。英語では大体「Seattle」と書かれるが、「Sealth」や「Seathl」や「See-ahth」などもある。発音はIPA: [ˈsiʔaːɬ]。
母親はデゥアミシュ族（dxʷdəwʔabš）で父親はスクワミシュ族（suq̓ʷabš）だった。シアトルはおよそ1780年から1786年の間にブレーク島で生まれた。デゥアミシュの物語によると、黒川にある「stukʷ」という母親の村に生まれた。その場所は後にケントとなった。母語は両方デゥアミシュ弁とスクワミシュ弁のルシュットシード言語。

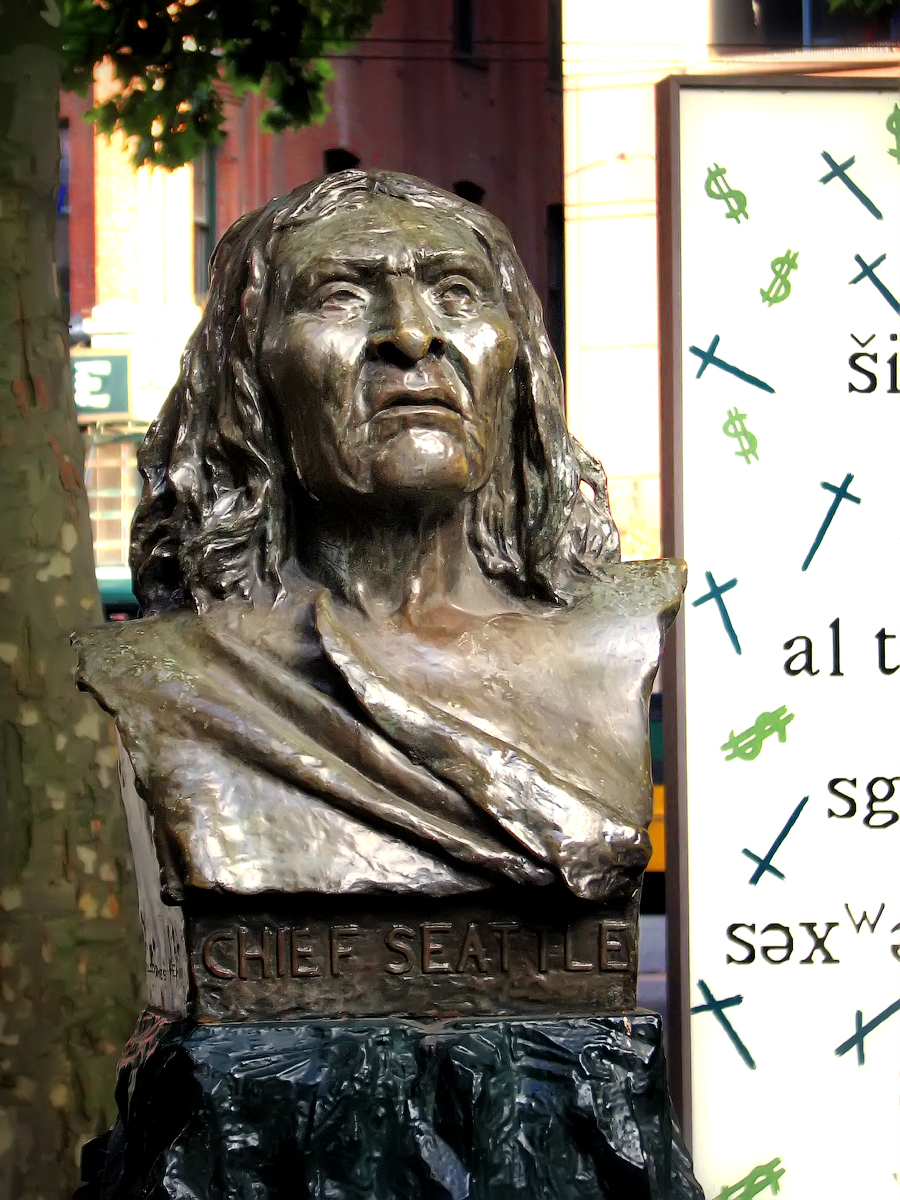
シアトル酋長の胸像

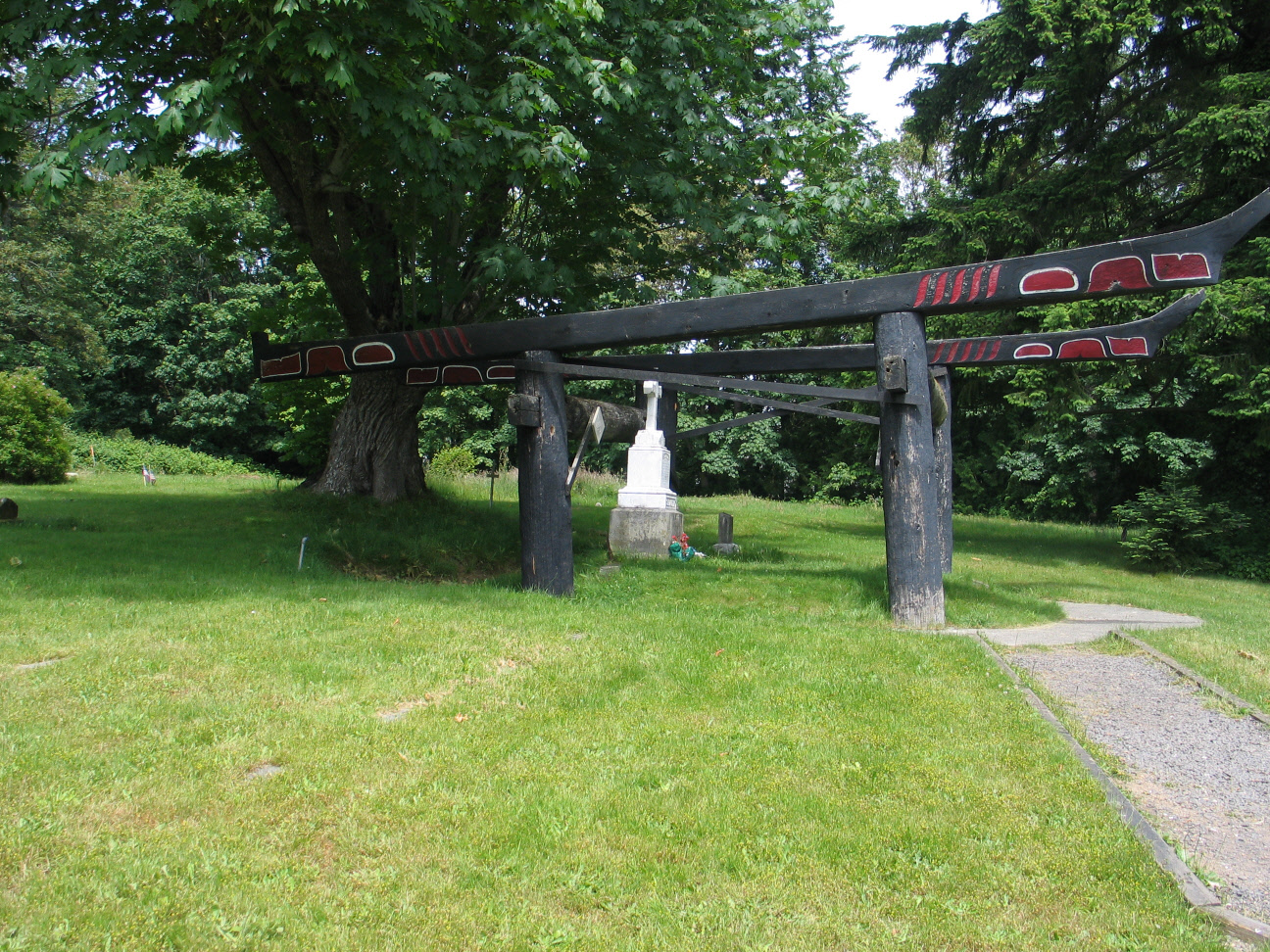
Port Madison Indian Reservationにあるシアトル酋長の墓